# Eu, cel de dincolo
Eu, cel de dincolo este un thriller psihologic regizat de către Roland Suso Richter, scris de Michael Cooney și bazat pe propria piesă denumită Point of Death (Punctul Morții).

## Sinopsis
Simon Cable se trezește într-un pat de spital, într-o stare de confuzie și dezorientare. În curând află de la doctorul său că are amnezie și este incapabil a-și aminti ultimii 2 ani din viața sa. Cable investighează întâmplările care au dus la această situație iar, pe parcursul filmului, află ceea ce i s-a întâmplat. Investigațiile sale îl introduc într-un cerc vicios între realitate și imaginație, fiind la început incapabil a distinge între doctori și familie, iar pe parcurs bănuiește a avea puteri supranaturale cu ajutorul cărora ar putea schimba trecutul, deși nu știe ce anume ar trebui să schimbe ori de ce.

## Distribuție
- Ryan Phillippe - Simon Cable
- Sarah Polley - Clair
- Piper Perabo - Anna
- Stephen Rea - Doctor Newman
- Robert Sean Leonard - Peter Cable
- Stephen Lang - Mr. Travitt
- Peter Egan - Doctor Truman
- Stephen Graham - Travis
- Rakie Ayola - Nurse Clayton